# Sopwith 1½ Strutter
Sopwith 1½ Strutter byl britský, jedno nebo dvoumístný dvouplošný víceúčelový letoun (především průzkumný) používaný během první světové války.

## Historie
Tento typ je významný tím, že byl prvním britským letounem, který byl vyzbrojen synchronizovaným kulometem a spolu s letouny Airco DH.2 a R.A.F. F.E.2 se zasloužil o zlomení nadvlády německých letadel na počátku války.
Strutter vyráběla firma Sopwith Aviation Company, byl pojmenován 1½ Strutter, protože horní a dolní křídlo byly na každé straně letounu na konci křídel spojeny párem klasických úplných vzpěr, zatímco poloviční vzpěry spojovaly horní křídlo s trupem před a za pilotním kokpitem. Letoun byl na spodním křídle vybaven výklopnými brzdícími klapkami a vybaven rotačním motorem Clerget 9B o výkonu 130 hp (97 kW).
Hlavní výzbroj tvořil synchronizovaný kulomet Vickers ráže 7,7 mm a unesl až čtyři 25kg bomby. Pozorovatel byl vyzbrojen kulometem Lewis upevněným na oběžném kruhu Scarff. Převodní mechanizmus typu Ross synchronizovaného kulometu byl však nespolehlivý a hodně pilotů raději létalo bez této vymoženosti.
Dvoumístný prototyp poprvé vzlétl v prosinci roku 1915 a první letoun byl nasazen do bojů v dubnu 1916. Byla také vyrobena jednomístná bombardovací verze. Další verze, známá jako Ship Strutter, byla vyvinuta pro start z letadlových lodí. Přibližně 1500 1½ Strutterů bylo objednáno Francií, kde bylo také okolo 4200 exemplářů typu vyrobeno v licenci.
První významný britský stíhací letoun Sopwith Pup byl v podstatě zmenšenou jednomístnou verzí letounu Sopwith 1½ Strutter.
Firma Westland Aircraft vyrobila v licenci v letech 1916 a 1917 pro Royal Navy celkem 125 kusů 1½ Strutterů (100 v dvoumístné verzi a 25 v jednomístné verzi).

## Varianty

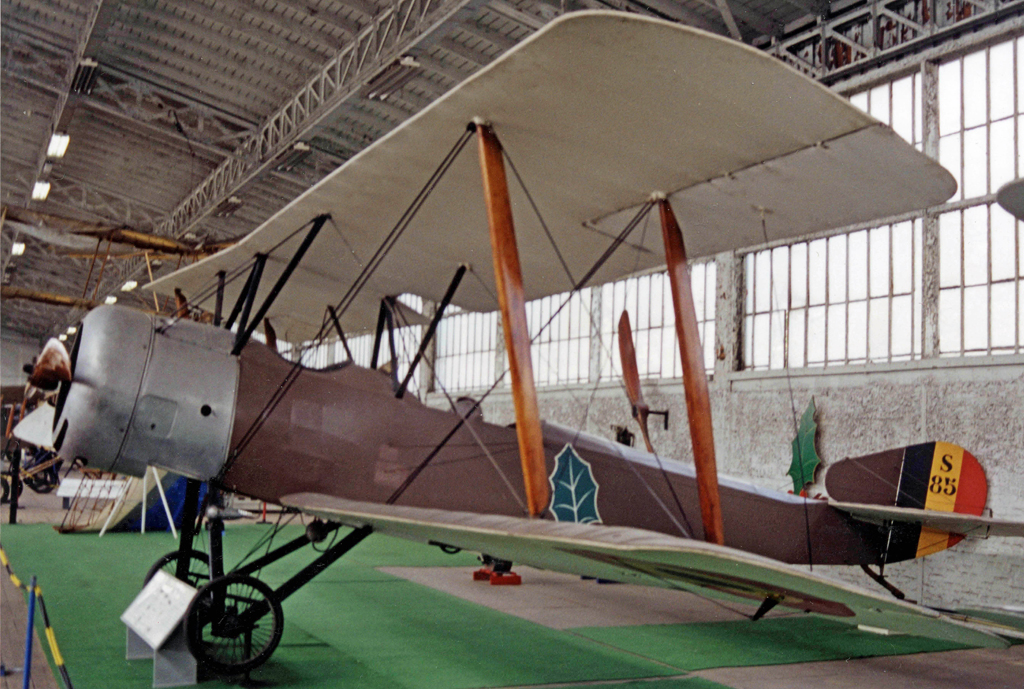
Sopwith 1 1/2 Strutter (S.85)

### Sopwith 1½ Strutter
- Hlavní výrobní varianta.

### Ship Strutter
- Schopnost startu z letadlových lodí.

### Sopwith Sop.1
Francouzské licenční varianty, produkované firmami Amiot, Bessoneau, Darracq, Lioré et Olivier, Hanriot, Sarrazin, S.E.A. a R.E.P., se vyznačovaly zmenšenými ocasními plochami a část byla vybavena motory Le Rhône 9Jby. Některé exempláře firmy Hanriot byly dokončeny jako plovákové.
Sop.1 A.2
Dvoumístný průzkumný letoun.
Sop.1 B.2
Bombardér s dvoučlennou osádkou.
Sop.1 B.1
Jednomístný bombardér.

## Uživatelé

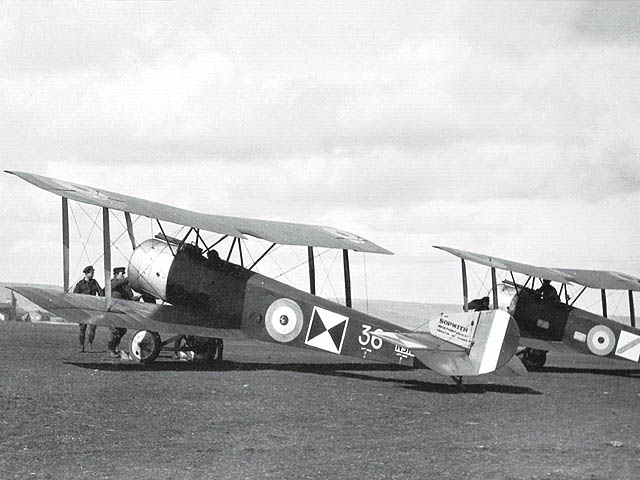
Sopwith 1½ Strutter

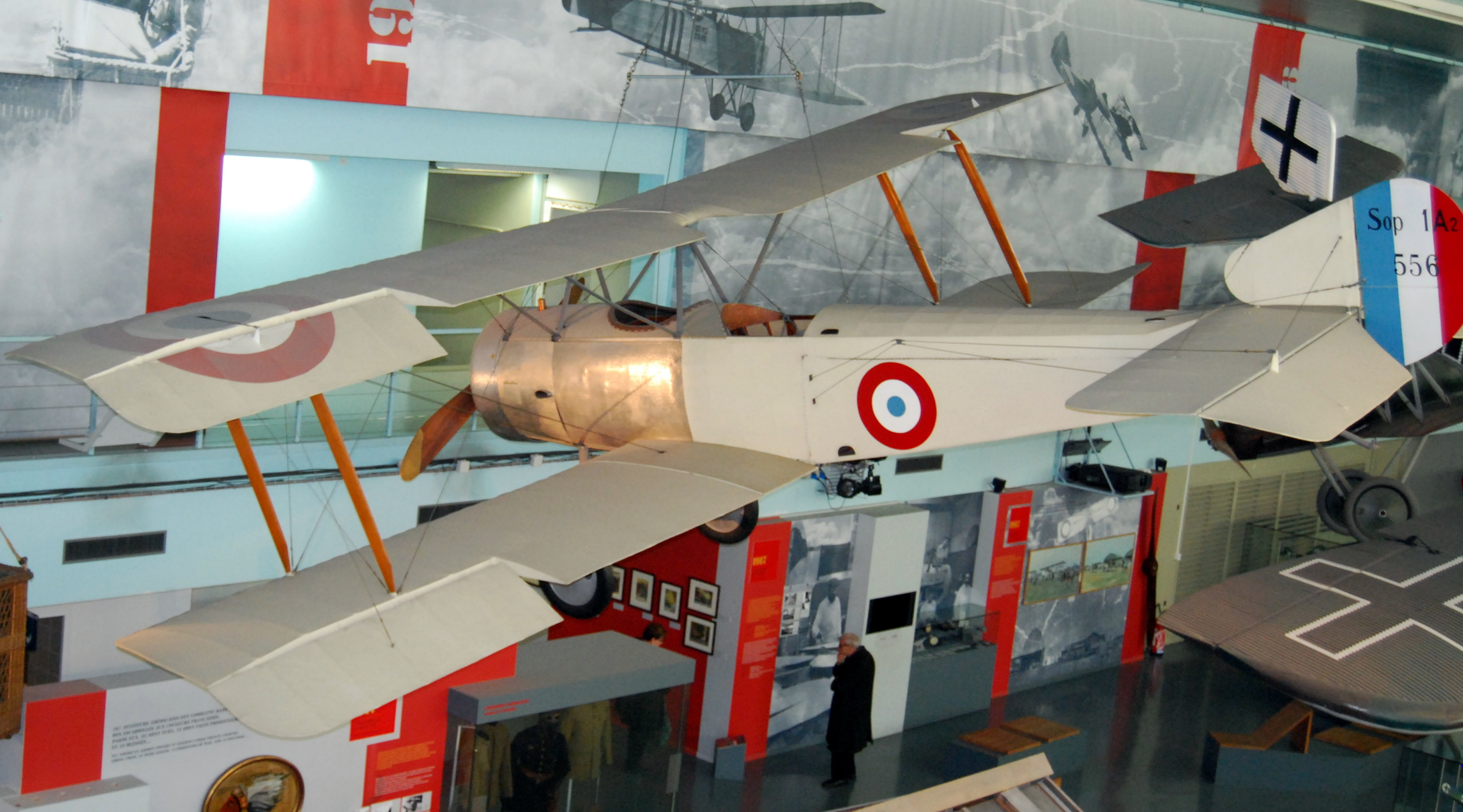
Sopwith 1 A.2 v Musée de l'Air et de l'Espace

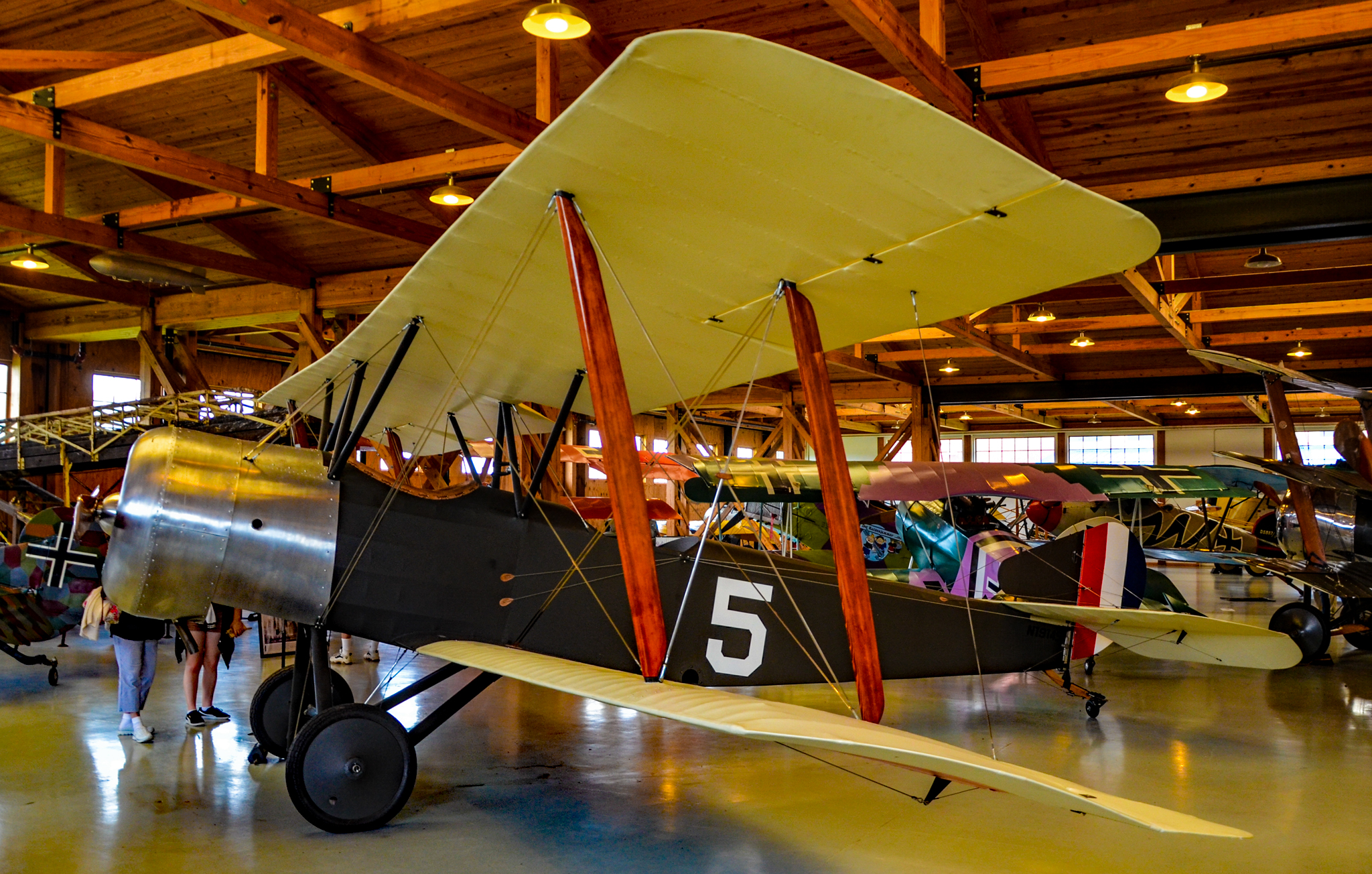
Sopwith 1½ Strutter

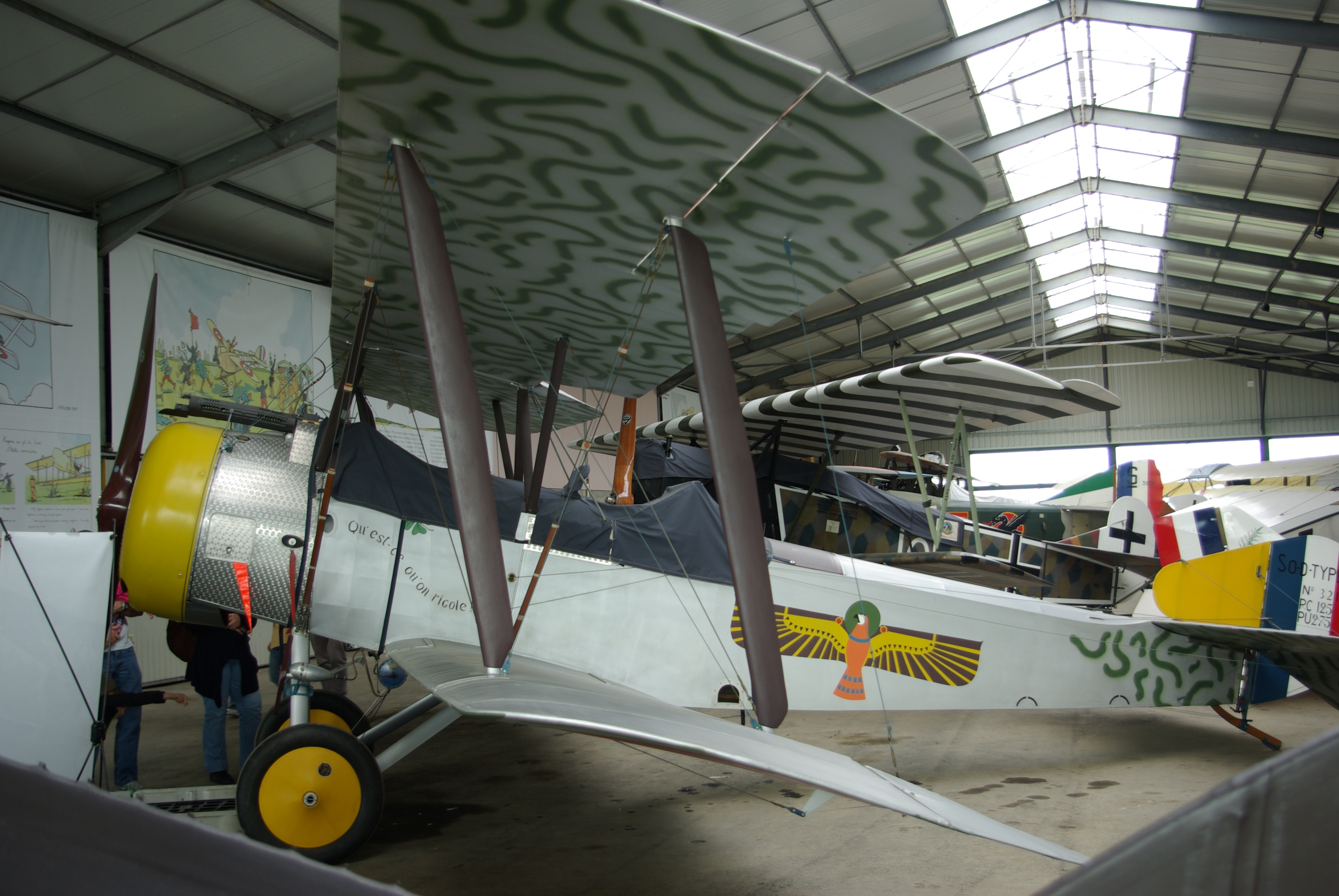
Sopwith 1½ Strutter

- Austrálie
  - Australian Flying Corps
- Belgie
  - Belgické letectvo
- Brazílie
  - Brazilské letectvo
- Československo
  - Československé legie[4]
- Francie
  - Aéronautique militaire
  - Aéronautique navale
- Japonsko
  - Japonské císařské armádní letectvo
- Litva
  - Litevské letectvo
- Nizozemsko
  - Nizozemské armádní letectvo
- Ruské impérium
  - Letectvo carského Ruska
- Ruský stát
  - Sibiřská vzdušná flota, součást bělogvardějských sil pod velením admirála Kolčaka
- Ruská sovětská federativní socialistická republika
  - Dělnicko-rolnické vzdušné síly
- Řecko
  - Řecké královské námořnictvo
- Spojené království
  - Royal Air Force[zdroj⁠?!]
  - Royal Flying Corps
  - Royal Naval Air Service
- Spojené státy americké
  - United States Army Air Service
  - US Navy
- Ukrajina
  - Ukrajinské letectvo

## Specifikace

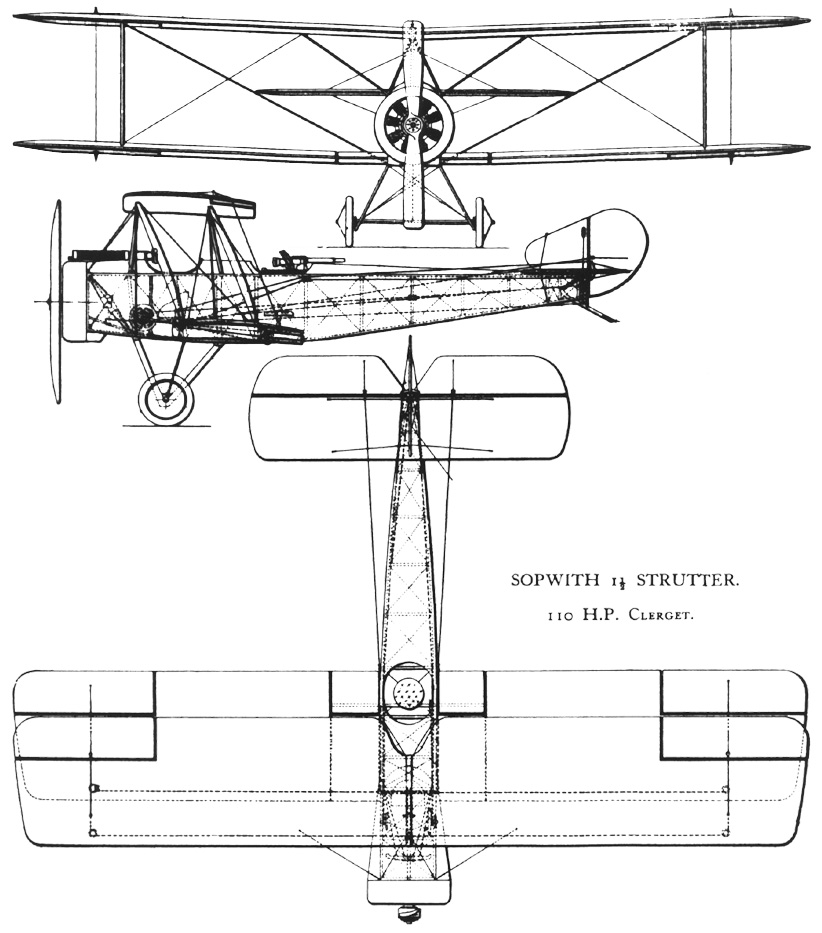
Třípohledový nákres Sopwithu 1½ Strutter

### Technické údaje
- Posádka: 1 (pilot) nebo 2 (pilot a pozorovatel)
- Rozpětí: 10,2 m
- Délka: 7,7 m
- Výška: 3,12 m
- Nosná plocha: 32,5 m²
- Hmotnost prázdného stroje: 595 kg
- Vzletová hmotnost : 1065 kg
- Pohonná jednotka: rotační motor Clerget 9B
- Výkon motoru: 130 hp (97 kW)

### Výkony
- Maximální rychlost: 160 km/h
- Dostup: 4727 m
- Stoupavost: 1800 m / 7,7 min
- Dolet: 3,75 hod

### Výzbroj
- 1× synchronizovaný kulomet Vickers ráže 7,7 mm, mechanika Ross
- 1× nebo 2× kulomet Lewis ráže 7,7 mm na oběžném kruhu Scarff u pozorovatele
- Až 114 kg pum